# مزرعة ملا محسن فيز كاشاني (كويرات)
مزرعة ملا محسن فیز کاشاني (بالإنجليزية: Mazraeh-ye Molla Mohsen Feyz Kashani)‏ هي منطقة سكنية تقع في إيران في أصفهان.